# Telebasis aurea
Telebasis aurea är en trollsländeart som beskrevs av May 1992. Telebasis aurea ingår i släktet Telebasis och familjen dammflicksländor. Inga underarter finns listade i Catalogue of Life.